# Ética epicúrea

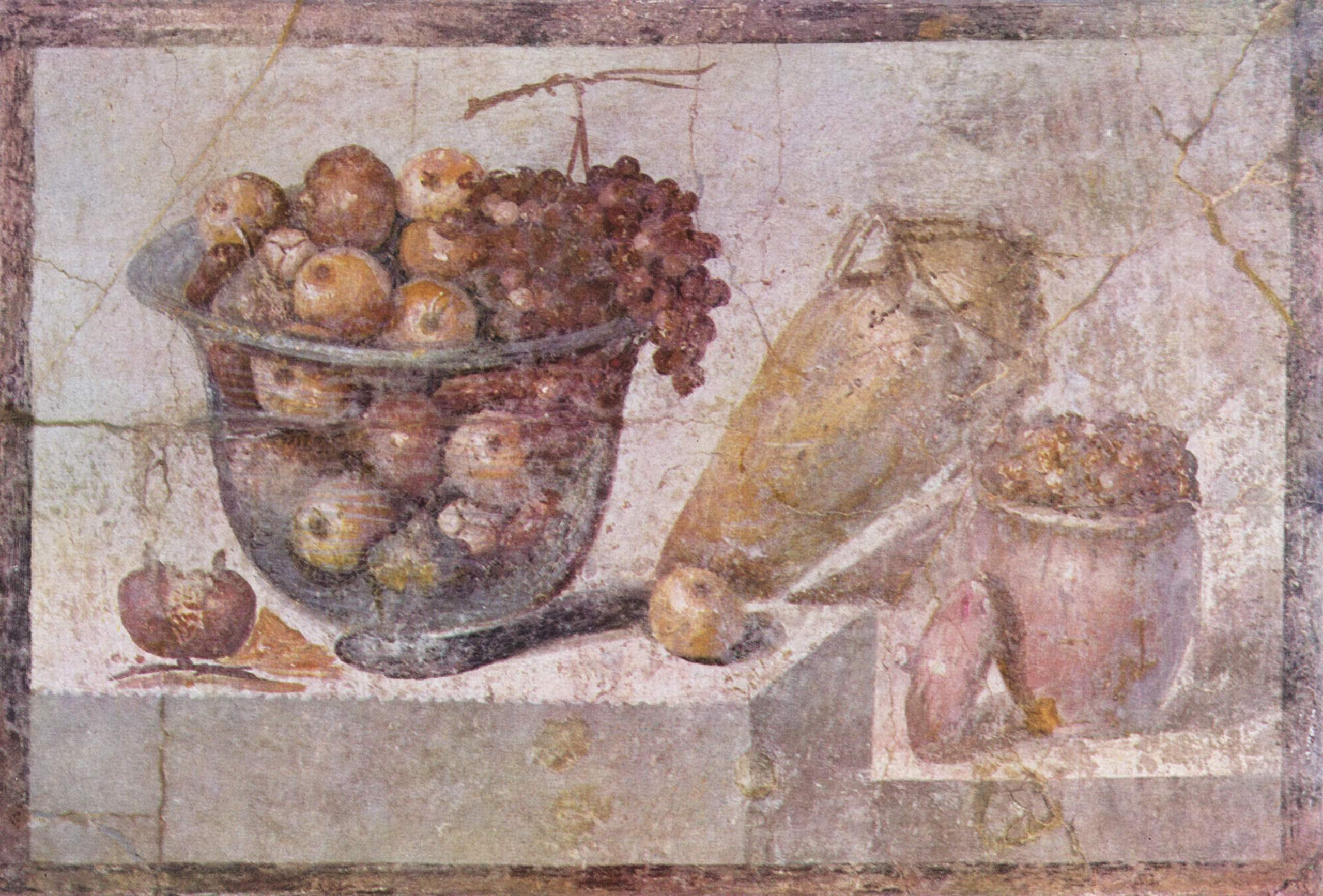
El epicureísmo basa su ética en un conjunto de valores hedonistas, que se orientan a la búsqueda del placer (hedoné). Fresco de un bodegón con cesto de fruta y vasijas en Pompeya (c. 70 a. C.).

La ética es la culminación del sistema filosófico de Epicuro: llevar a quien la estudia y practica a la felicidad (eudaimonia). Como Sócrates, Epicuro consideró las cuestiones morales más importantes que las cuestiones físicas en la filosofía. Puesto que la felicidad es el objetivo de todo ser humano, la filosofía interesa a cualquier persona, independientemente de su edad, sexo, condición social, etc. «Vana es la palabra de aquel filósofo que no remedia ninguna dolencia del hombre». En las Sentencias vaticanas se añade:

«No hay que simular filosofar, sino filosofar realmente. Porque no necesitamos aparentar estar sanos, sino estar sanos de verdad.»
Sentencias Vaticanas, 54.

En Lucrecio hay una variación en torno a la visión de la ética, la cual debía supeditarse a la explicación física y científica para encontrar la verdadera causa de las cosas.
Al igual que Aristipo y los cirenaicos, el epicureísmo basa su ética en un conjunto de valores hedonistas. Epicuro afirmó que es bueno todo lo que produce placer (hedoné), pues el placer, según él, es el principio y el fin de una vida feliz. En el sentido más básico, los epicúreos ven el placer como el bien supremo (telos) o el propósito de la vida. Es inconcebible el bien sin los placeres de los sentidos. Como evidencia de esto, los epicúreos dicen que la naturaleza parece ordenarnos que evitemos el dolor, y señalan que todos los animales intentan evitar el dolor tanto como sea posible. Pero para que el placer sea real debe ser moderado, controlado y racional. Los epicúreos tenían una comprensión muy específica de cuál era el mayor placer, y el enfoque de su ética estaba en evitar el dolor en lugar de buscar el placer. Pese a que el placer es un bien y el dolor un mal, hay que administrar inteligentemente el placer y el dolor, pues en unas ocasiones se debe rechazar placeres a los que les siguen sufrimientos mayores y aceptar dolores cuando se siguen de placeres mayores.

«Y como es el bien primero y connatural, por eso no elegimos todo placer, sino que a veces omitimos muchos placeres, cuando de estos se desprende para nosotros una molestia mayor; y consideramos muchos dolores preferibles a placeres, cuando se sigue para nosotros un placer mayor después de haber estado sometidos largo tiempo a tales dolores. Todo placer, pues, por tener una naturaleza apropiada [a la nuestra], es un bien; aunque no todo placer ha de ser elegido; así también todo dolor es un mal, pero no todo [dolor] ha de ser por naturaleza evitado siempre»
Epicuro, Carta a Meneceo  (129)

A diferencia de los cirenaicos, que se centraron en la búsqueda del placer corporal y quien el mismo Epicuro se refería a ellos como «enemigos de Grecia», los epicúreos entendían el placer como la tranquilidad del alma (ataraxia) basada en la ausencia de dolor físico o aponía, y en la autonomía o autarquía. Para ello, Epicuro hizo una cuidadosa clasificación de placeres y deseos de los cuales unos habían que perseguir o evitar. Epicuro se acercó mucho a la ética científica. En filosofía moral, este enfoque condujo a una teoría subjetiva de la elección racional.

## Clasificación de placeres
Aunque epicureísmo redujo el placer a la sensibilidad, los epicúreos hicieron una amplia clasificación de estos. Epicuro diferenció dos amplias categorías: placeres del cuerpo y los placeres del alma o de la mente:
- Placeres del cuerpo: Estos placeres involucran sensaciones del cuerpo, como el acto de comer una comida deliciosa o de estar en un estado de comodidad libre de dolor, y existen solo en el presente.[14] Uno solo puede experimentar los placeres del cuerpo en el momento, lo que significa que solo existen cuando una persona los está experimentando.[17]
- Placeres del alma: estos placeres involucran procesos y estados mentales; los sentimientos de alegría (khara), la falta de miedo y los recuerdos agradables son todos ejemplos de placeres de la mente.[14]

A diferencia de los cirenaicos, para quienes «los deleites del cuerpo son muy superiores a los del ánimo, y muy inferiores las aflicciones del cuerpo a las del ánimo», para los epicúreos consideran los placeres del alma mayores que los del cuerpo, no porque haya una superioridad moral, sino porque los primeros son perdurables. Existen en el presente, sino también en el pasado y el futuro, ya que el recuerdo de una experiencia placentera pasada o la expectativa de un futuro potencialmente placentero pueden ser experiencias placenteras, además de que los placeres del alma pueden eliminar o atenuar los dolores del cuerpo. A su vez, los dolores del alma son peores que los del cuerpo. No obstante, Epicuro no llega a evitar o erradicar los placeres del cuerpo como los estoicos, sino a encontrar el equilibrio entre ambos placeres.
Epicuro discernió además entre los placeres variables en movimiento o cinéticos (en kinései) y los placeres estables en reposo o catastemáticos (katastematikén):
- Placer cinético: El placer cinético describe los placeres físicos o mentales que implican acción o cambio.[23] Comer alimentos deliciosos, así como satisfacer los deseos y eliminar el dolor, que en sí mismo se considera un acto placentero, son todos ejemplos de placer cinético en el sentido físico.[22][24] Según Epicuro, los sentimientos de alegría serían un ejemplo de placer cinético mental.[25][22]
- Placer catastemático: describe el placer que uno siente en un estado sin dolor.[24] Al igual que los placeres cinéticos, los placeres catastemáticos también pueden ser físicos, como el estado de no tener sed, o mentales, como la liberación de un estado de miedo.[22][23] El placer catastemático corpóreo completo se llama aponía, y el placer catastemático mental completo se llama ataraxia.[22]

A partir de este entendimiento, los epicúreos concluyeron que el mayor placer que una persona podía alcanzar era la eliminación completa de todo dolor, tanto físico como mental. El objetivo final entonces de la ética epicúrea era alcanzar un estado de aponía y ataraxia.  Para hacer esto, un epicúreo tenía que controlar sus deseos, porque el deseo en sí era visto como doloroso. No solo el control de los propios deseos producirá aponía, ya que rara vez uno sufrirá por no estar físicamente satisfecho, sino que el control de los propios deseos también ayudará a producir ataraxia porque uno no estará ansioso por sentirse incómodo ya que tendría tan pocos deseos de todos modos. En consecuencia, a diferencia de los cirenaicos, Epicuro no admite la existencia de un estado medio entre el dolor y el placer, porque "cuando quedamos libres de dolor, la misma liberación y carencia de toda molestia nos causa gozo". Nietzsche compara este estado con "la felicidad de una mirada ante la cual se ha apaciguado el mar de la existencia y que nunca se cansa de contemplar esa superficie".

## Clasificación de deseos
Epicuro dice que “todo placer es un bien en la medida en que tiene por compañera a la naturaleza”. Agradeció a la naturaleza "por haber hecho las cosas necesarias fáciles de adquirir, y las que son difíciles de adquirir, innecesarias". Debido a ello, Epicuro distinguió tres tipos de deseos o apetitos: unos naturales (physikaì mónon), de los cuales pueden ser algunos necesarios (anankaîai) y otros innecesarios; y los vanos (kenaí, ni naturales ni necesarios).
- Naturales: estos deseos son limitados y están presentes de forma innata en todos los seres humanos; es parte de la naturaleza humana tenerlos.[26]
  - Necesarios: son “aquellos que, si no son satisfechos, no rematan en el dolor" y son fáciles de disipar.[33] Son necesarios por al menos una tres razones: necesarios para la felicidad, necesarios para estar libre de malestar corporal y necesarios para la vida.[26] La ropa pertenecería a las dos primeras categorías, mientras que algo como la comida pertenecería a la tercera.[26]
  - No necesarios: son “aquellos que solo varían el placer, sin suprimir el dolor", como el deseo sexual y el deseo de belleza.[33] Estos deseos son innatos a los seres humanos, pero no necesitan ser satisfechos para su felicidad o su supervivencia.[35] Querer comer comida deliciosa cuando uno tiene hambre es un ejemplo de un deseo natural pero no necesario.[35] El principal problema con estos deseos es que no logran aumentar sustancialmente la felicidad de una persona y, al mismo tiempo, requieren un esfuerzo para obtenerlos y son deseados por las personas debido a falsas creencias de que son realmente necesarios.[35] Es por esta razón que deben evitarse.[35]
- Vanos: estos deseos no son innatos a los seres humanos ni son necesarios para la felicidad o la salud; de hecho, también son ilimitados y nunca podrán cumplirse.[36] Los deseos de riqueza o fama caerían dentro de esta categoría, y tales deseos deben evitarse porque en última instancia solo provocarán incomodidad.[36]

Los placeres vanos no son buenos, porque a la larga acarrearán dolor y no solo son más difíciles de conseguir, sino además más fáciles de perder. Si uno sigue solo los deseos naturales y necesarios, entonces, según Epicuro, podría alcanzar la aponía y la ataraxia y, por lo tanto, la forma más elevada de felicidad. Concluye como placeres fundamentales la ausencia de perturbación en el alma (ataraxía) y la ausencia de dolor físico (aponía), pues estos son placeres estables; en cambio, "la alegría (khára) y la fruición (euphrosíne) se miran conforme al movimiento en su actividad (katà kínesin energeía)". Por ello, Epicuro recomendó una vida austera (pues «nada es suficiente para quien lo suficiente es poco» siendo «cosa de mucha honra la pobreza alegre») y privada, rodeada de amistades y de placeres moderados con el mínimo de dolores posibles y tranquilidad en el alma, brinda la felicidad.

«Amar el dinero infringiendo la justicia es impío, y sin infringirla, vergonzoso (aiskhrón), pues es indecoroso (aprepés) ahorrar con avaricia inmunda, aun si es con justicia.»
Epicuro, Sentencias Vaticanas, XLIII 

Estas doctrinas podrían resumirse con la exhortación de Epicuro a "vivir conforme a la naturaleza y a rechazar los deseos inmoderados de la falsa opinión".

## Riqueza

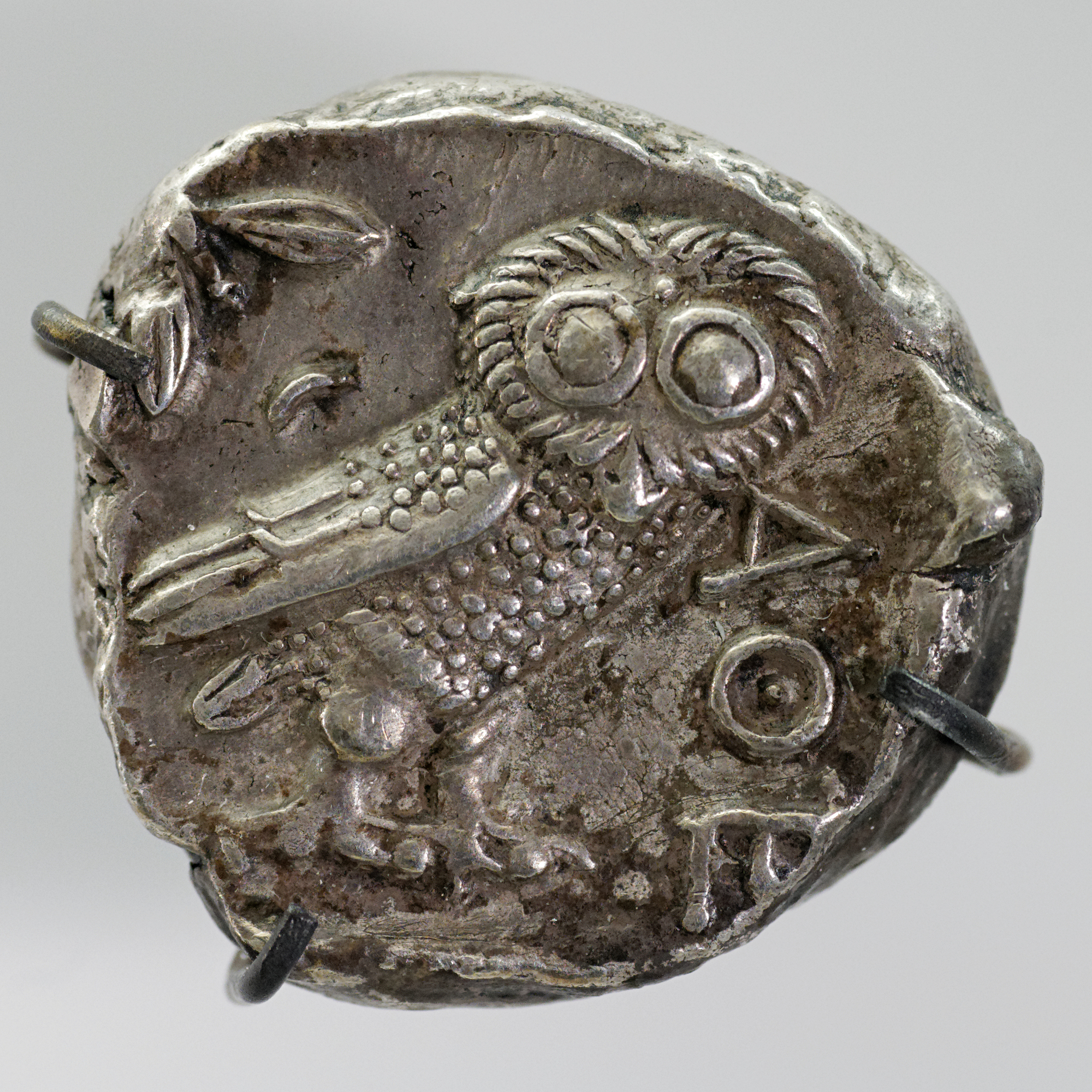
Tetradracma de plata acuñado en Atenas (c. 450 a. C.).

Los epicúreos no advocaban la pobreza como los cínicos, sino la autosuficiencia (autarquía), "no acumulando bienes extraños, sino recortando las propias necesidades". Epicuro admitió además la necesidad de posesiones, pues hay "una pequeña superioridad en la riqueza sobre la pobreza", pero «para muchos haber adquirido riquezas no constituye el fin de la miseria, sino un cambio en ella». En consecuencia, el Sabio "se preocupará de su propiedad y futuro".

Esto también, dicho por Epicuro: "Si vives conforme a la naturaleza, nunca serás pobre; si conforme a la opinión, nunca serás rico". Exiguo es el deseo de la naturaleza, inmenso el de la opinión.
Séneca, Cartas a Lucilio, XVI, 7.

Filodemo de Gadara argumentó que la riqueza y la pobreza no son ni buenas ni malas en sí mismas. Además en Sobre la economía del hogar trata de cómo adquirir y administrar dinero de una manera que no inhiba el placer. La Internet Encyclopedia of Philosophy dice que esta recomendación de ganar dinero con la filosofía "es la primera aparición de esta idea en la literatura griega".

## Amor y amistad
Epicuro tenía una opinión dudosa sobre el placer sexual y el matrimonio, se disputa si lo rechazaba o lo aceptaba en ciertos casos. Se cree que la opinión acerca del matrimonio en Epicuro es positiva y consideró las relaciones sexuales como naturales pero innecesarias. Sobre ellas dicen los epicúreos, según Diógenes Laercio, «jamás son beneficiosas, hay que estar contento si no dañan». Es opinión de los epicúreos que el sabio (sophos) no debe amar, ni que haya dioses que influyan en el amor.

He sabido de ti que la agitación de la carne, muy impetuosa, te incita a los encuentros amorosos. Pero tú, siempre que no infrinjas las leyes, ni alteres las costumbres correctamente establecidas, ni perjudiques a ninguno de los que están cerca de ti, ni consumas tu cuerpo, ni dilapides lo que necesitas, entrégate como te plazca a tus inclinaciones. Sin embargo, es imposible no ser afligido al menos por una de estas cosas; en efecto, los placeres del amor nunca son beneficiosos, hay que estar satisfechos si no nos perjudican.
Epicuro, Sentencias Vaticanas, 51

El epicureísmo es adaptable a las circunstancias, como lo es el enfoque epicúreo de la política. Los mismos enfoques no siempre funcionarán en la protección contra el dolor y el miedo. En algunas situaciones será más beneficioso tener una familia y en otras situaciones será más beneficioso participar en política. En última instancia, depende de los epicúreos analizar sus circunstancias y tomar las medidas que correspondan a la situación. Filodemo de Gadara afirmó que los epicúreos no respetaban la fidelidad conyugal. Cicerón resume que para los epicúreos estos placeres «son deseables, si no perjudican, pero nunca son útiles».

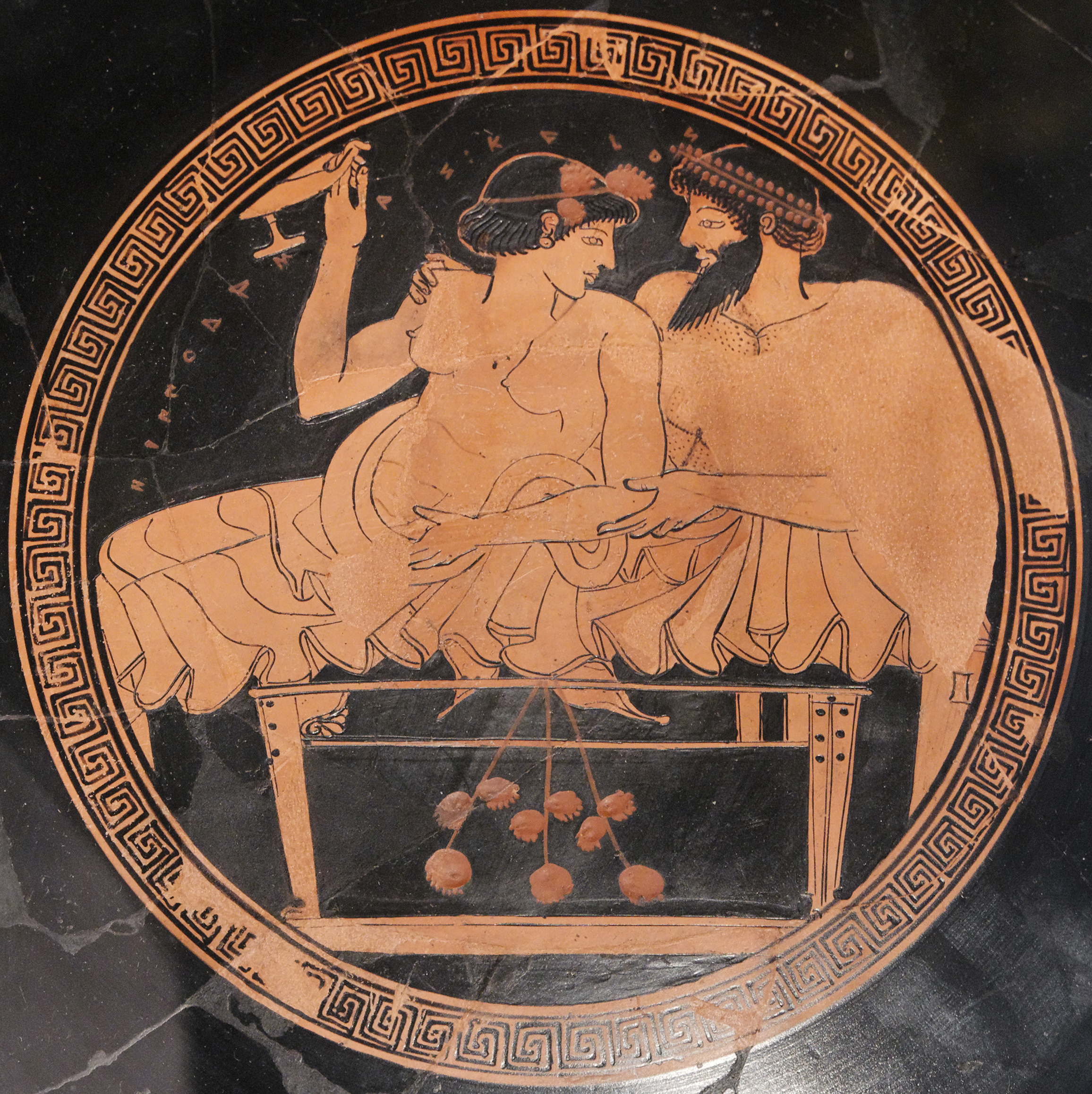
Epicuro valoró más a la amistad que el amor romántico, el placer sexual o el matrimonio. Cerámica griega de un hombre y una hetera (c. 490 a. C.).

Lucrecio tenía una visión hostil acerca del amor romántico  como «una enfermedad muy peligrosa, sobre todo, para el equilibrio mental del ser humano». Recomendó huir de esas imágenes idealizadas del amor, que provocan efectos negativos al ser humano.

Las dulzuras de Venus no renuncia aquél que huye de amor: por el contrario, coge sus frutos solo sin disgusto. Gozan siempre las almas racionales de un deleite purísimo y seguro, mejor que los amantes desgraciados, que al mismo tiempo de gozar fluctúan sobre el hechizo de su amor incierto [...] pero Venus mitiga los dolores gozando del amor suavemente, y con blando placer las llagas cura. Pues los amantes tienen esperanza de que aquel mismo cuerpo que ha inflamado su pecho en amor ciego, puede él mismo apagar el incendio que ha movido; pero se opone la naturaleza: Y es la única pasión de cuyos goces con bárbaro apetito se arde el pecho; pues el hambre y la sed se satisfacen fácilmente por dentro repartidos bebidas y alimentos en los miembros, y se pueden pegar a ciertas partes.
Nec Veneris fructu caret is qui vitat amorem, sed potius quae sunt sine poena commoda sumit; nam certe purast sanis magis inde voluptas quam miseris; etenim potiundi tempore in ipso fluctuat incertis erroribus ardor amantum nec constat quid primum oculis manibusque fruantur [...] sed leviter poenas frangit Venus inter amorem blandaque refrenat morsus admixta voluptas. namque in eo spes est, unde est ardoris origo, restingui quoque posse ab eodem corpore flammam. quod fieri contra totum natura repugnat; unaque res haec est, cuius quam plurima habemus, tam magis ardescit dira cuppedine pectus. nam cibus atque umor membris adsumitur intus; quae quoniam certas possunt obsidere partis, hoc facile expletur laticum frugumque cupido.
Lucrecio, De rerum natura. IV. 1455-1485

En cambio, sostuvo que las amistades (philia) son esenciales para una vida feliz. Para Bernard Frischer, la noción de la escuela epicúrea como una asociación de amigos es coherente con la teoría epicúrea.

De cuantas cosas adquiere la sabiduría para la felicidad de toda la vida, la mayor es la posesión de la amistad. Aun en medio de la cortedad de bienes, se ha de tener por cierto que la amistad da seguridad.
Máximas capitales, XXIX

Epicuro abandona su hedonismo egoísta y aboga por el altruismo hacia los amigos. La amistad epicúrea es una relación natural basada en un amor mutuo e indispensable para identidad personal, lo que revela al amigo epicúreo como otro yo.

Si con razón reprueba en aquella carta Epicuro a quienes dicen que los sabios se bastan a sí mismos y por ende no necesitan de amigos [...] El sabio, si bien se basta a sí mismo quiere no obstante tener amigos [...] con la finalidad que decía Epicuro en esa misma carta para tener quien se siente a nuestro lado si uno se enferma, para que nos socorra si arrojados a los hierros o en la indigencia [...]
Séneca, Cartas a Lucilio, IX, 1-18.

El tema de la amistad es un tema paradójico en Epicuro. Al igual que Aristóteles, Epicuro considera que el sabio es autosuficiente, que la autosuficiencia y la autarquía son un gran bien. El hombre sabio debe mantener su independencia y, sin embargo, considera Epicuro que la amistad no es para los sabios un medio simple sino un bien en sí mismo.

Pues, ciertamente no pasará la vida solo; pues el convivir es placentero y necesario. Si estas cosas, entonces, son bellas, placenteras y necesarias, pero no se admite que existan sin la amistad, tendrá necesidad el autárquico de amistad.
Magna moralia, II.15

 Por otro lado Cicerón explica que el valor de la amistad epicúrea surge solo por el placer que produce. La posición académica respecto a la amistad epicúrea es el siguiente término medio:

Toda amistad debe ser buscada por si misma, tiene sin embargo su origen en la utilidad.
Epicuro, Sentencias Vaticanas, 23

## Parresía
Los epicúreos practicaron la parresía (παρρησία), entendida como un discurso honesto entre la comunidad y opuesto al "conocimiento vulgar y al discurso de la adulación". Esta franqueza absoluta "no solo correspondía a la libertad de expresión" sino "un deber moral que se anteponía a cualquier autointerés". Para forzar los vínculos fraternales se debía ser sincero los unos con los otros. Esto implica la confesión de dudas, críticas y errores objetos a reproche. Filodemo de Gadara en Sobre el juicio franco (Peri parresias) compara la parresía del maestro con sus discípulos a la receta de un médico para el tratamiento de un paciente, la cual puede ser "adecuada (μέτριον), severa (σκλερόν)" o "amarga (πικρόν)".

Incluso si demostramos lógicamente que, aunque muchas cosas hermosas resultan de la amistad, no hay nada tan grandioso como tener alguien a quien decirle lo que hay en el corazón y que escuche cuando se habla. Porque nuestra naturaleza desea fuertemente revelar a algunas personas lo que piensa.
Filodemo de Gadara, Sobre el juicio franco, Fr. 28.

## Animales y vegetarianismo

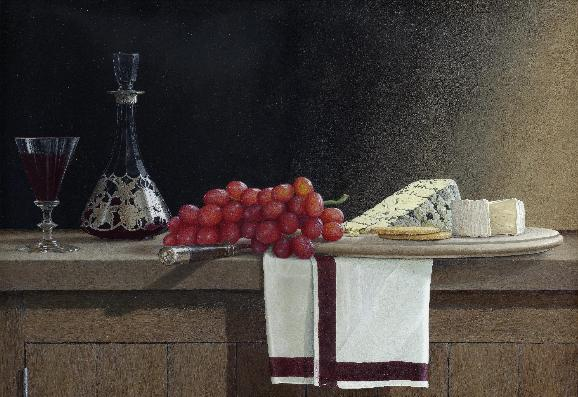
En los fragmentos de sus obras recomendó una dieta a base de pan, agua, vino y queso, como él mismo hizo.

Los epicúreos tienen cierta tendencia a establecer continuidades entre animales y seres humanos. Epicuro criticó el antropocentrismo aristotélico, aunque no rechaza la primacía humana sobre los animales, y afirma que todos los seres vivos están dotados de sensibilidad y buscan placer como los hombres que tratan de evitar el dolor. A diferencia de los platónicos, su respeto por la vida animal se basa en motivos sensoriales y no puramente religiosos o filosóficos. En los fragmentos de sus obras recomendó una dieta a base de pan, agua, vino y queso, como él mismo hizo. Lo más probable es que fuera vegetariano. De acuerdo con el testimonio del platónico Porfirio, Epicuro instó a sus discípulos a respetar a los animales y a una dieta sin carne.

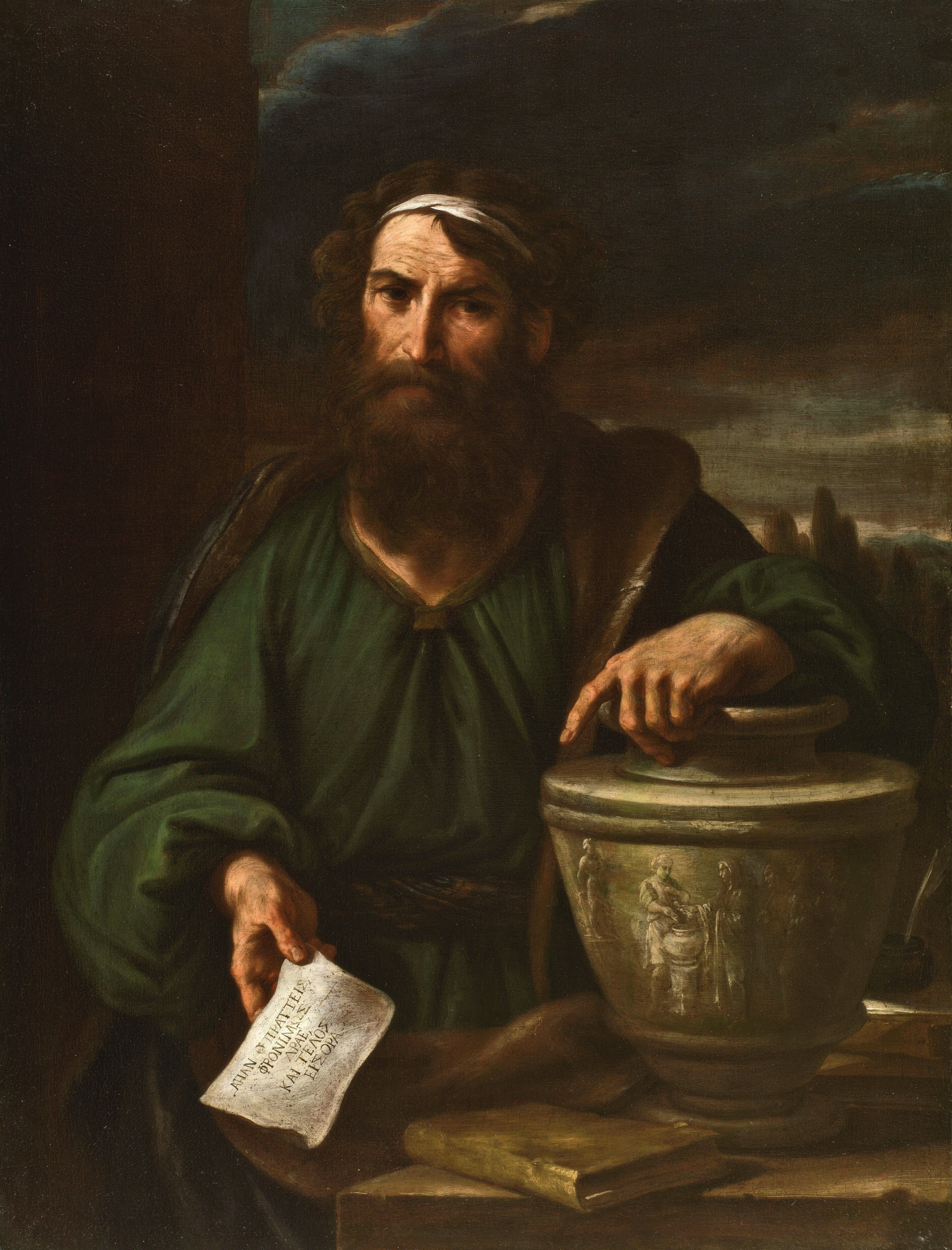
Los epicúreos recurrían a la figura del Sabio para teorizar acerca de la conducta que una persona debía seguir, a menudo inpirándose en Epicuro mismo. Retrato idealiazdo de Epicuro por Agostino Scilla (c. 1680).

## Virtudes morales
Epicuro también habló de la importancia de poseer una virtud para elegir y la estima en cuanto a los placeres que puede producir, pues es preferible "ser desafortunado razonando bien que afortunado razonando mal". Todas las virtudes (la sencillez, la moderación, la templanza, la alegría, etc.) tienden al placer.

«La belleza y la virtud y cosas semejantes deben ser honradas, si dan placer; pero si no dan placer, debemos despedirnos de ellos.»
Epicuro. Sobre el fin de la vida

La virtud más importante es la prudencia (phrónesis) porque nos permite el discernimiento de placeres.  Epicuro decía que es mejor la prudencia desafortunada que la insensatez afortunada.

El principio de todo esto y el mayor bien es la prudencia. Por eso, más preciada incluso que la filosofía resulta ser la prudencia, de la cual nacen todas las demás virtudes, pues ella nos enseña que no es posible vivir placenteramente sin [vivir] juiciosa, honesta y justamente, sin [vivir] placenteramente. En efecto, las virtudes son connaturales con el vivir placentero y el vivir placentero es inseparable de ellas.
Epicuro, Carta a Meneceo (132)

Los vicios como la ira son consecuencia de creencias falsas o la mala gestión de las pasiones, que en ciertas almas puede acabar en locura. Así, el Sabio deba lidiar con perturbaciones emocionales como la adulación, la arrogancia, la envidia, la pereza y la desidia.

## Justicia
La reflexión acerca de la fundamentación racional de la justicia es una constante en la antigua filosofía griega. Platón, Aristóteles y Zenón de Citio creían en la existencia de una idea universal de justicia (sabiduría, prudencia, ley natural). Epicuro negó estos principios y promovió una teoría de la justicia como contrato social que, por tanto, ni podía considerarse universal ni virtuosa. El epicureísmo incorporó una descripción relativamente completa de la teoría del contrato social y, en parte, intenta abordar problemas con la sociedad descrita en la República de Platón.  La teoría del contrato social establecida por el epicureísmo se basa en el acuerdo mutuo, no en el decreto divino.

«La justicia no era desde un comienzo algo por sí mismo, sino un cierto pacto sobre el no hacer ni sufrir daño surgido en las relaciones de unos y otros en lugares y ocasiones determinados.»
Máximas capitales, XXXIII

«La injusticia no es en sí misma un mal, sino por el temor ante la sospecha de que no pasará inadvertida a los establecidos como castigadores de tales actos.»
Máximas capitales, XXXIV

Epicuro definió la justicia como un acuerdo hecho por personas para no lastimarse entre sí. El objetivo de vivir en una sociedad con leyes y castigos es estar protegido del daño para que uno sea libre de buscar la felicidad. Por eso, las leyes que no contribuyen a promover la felicidad humana no son justas. Se necesita tener un contrato para disfrutar plenamente de los beneficios de vivir en una sociedad bien ordenada y, se necesitan leyes y castigos para evitar que se rompa el contrato. Las leyes que son útiles para promover la felicidad son justas, pero las que no son útiles no lo son (Máximas capitales, XXXIII - XL).
Epicuro también se preguntó si el Sabio (sophos) haría cosas prohibidas por las leyes sabiendo que no será descubierto como en el mito de Giges. Pero el Sabio valora la prudencia y ve la utilidad de la justicia. Debido a sus limitados deseos, no tiene necesidad de incurrir en la conducta prohibida por las leyes en ningún caso. El mayor fruto de la justicia es la tranquilidad y un hombre que causa miedo no puede estar tranquilo. En consecuencia, la actitud epicúrea hacia el prójimo sigue un principio solidario. Epicuro dio su propia versión única de la ética de la reciprocidad, que se diferencia de otras formulaciones al enfatizar la minimización del daño y la maximización de la felicidad para uno mismo y los demás: «Es no solo más bello, sino también más placentero, hacer el bien que recibirlo».

No puede haber vida dulce si no es también prudente, honesta y justa; ni se puede vivir con prudencia, honestidad y justicia, sin que también se viva dulcemente. Aquel, pues, que no vive con prudencia, honestidad y justicia, tampoco podrá vivir con dulzura.
Máximas capitales, V